# Bassin de Champagney
 (septembre 2020).
Si vous disposez d'ouvrages ou d'articles de référence ou si vous connaissez des sites web de qualité traitant du thème abordé ici, merci de compléter l'article en donnant les références utiles à sa vérifiabilité et en les liant à la section « Notes et références ».
Le bassin de Champagney (dit aussi réservoir du bois de Champagney) est une retenue de 13 millions de m3, formée par un barrage situé sur le territoire de la commune de Champagney, dans le département de la Haute-Saône.
Construit à partir de  1882, il est destiné à alimenter le canal de la Haute-Saône mais celui-ci demeure inachevé. Le lac sert cependant à alimenter le canal du Rhône au Rhin et est aujourd'hui le siège d'activités de sports nautiques et de pêche.

## Caractéristiques
Avec une superficie de 107 hectares, la retenue est de 13 millions de m3 avec un périmètre de 7 km environ. Le barrage a une hauteur de 41 mètres pour une épaisseur de 32 mètres à la base. Il a une longueur de 785 mètres.

## Histoire
Après la défaite de 1871 et la perte de l’Alsace-Lorraine, la France se trouva démunie de la liaison par voie navigable entre le canal du Rhône au Rhin et les régions industrielles et minières de l’Est du pays. La décision fut prise de rétablir la communication par le creusement, en un temps record (1875-1887), du canal de l'Est avec la liaison Montbéliard-Nancy qui desservait le bassin houiller de Ronchamp. Mais ce canal d’une longueur de 85 km ne disposait pas à cette altitude (375 m) d’une alimentation suffisante en eau, où seul le Rahin pouvait l’alimenter hors période sèche.

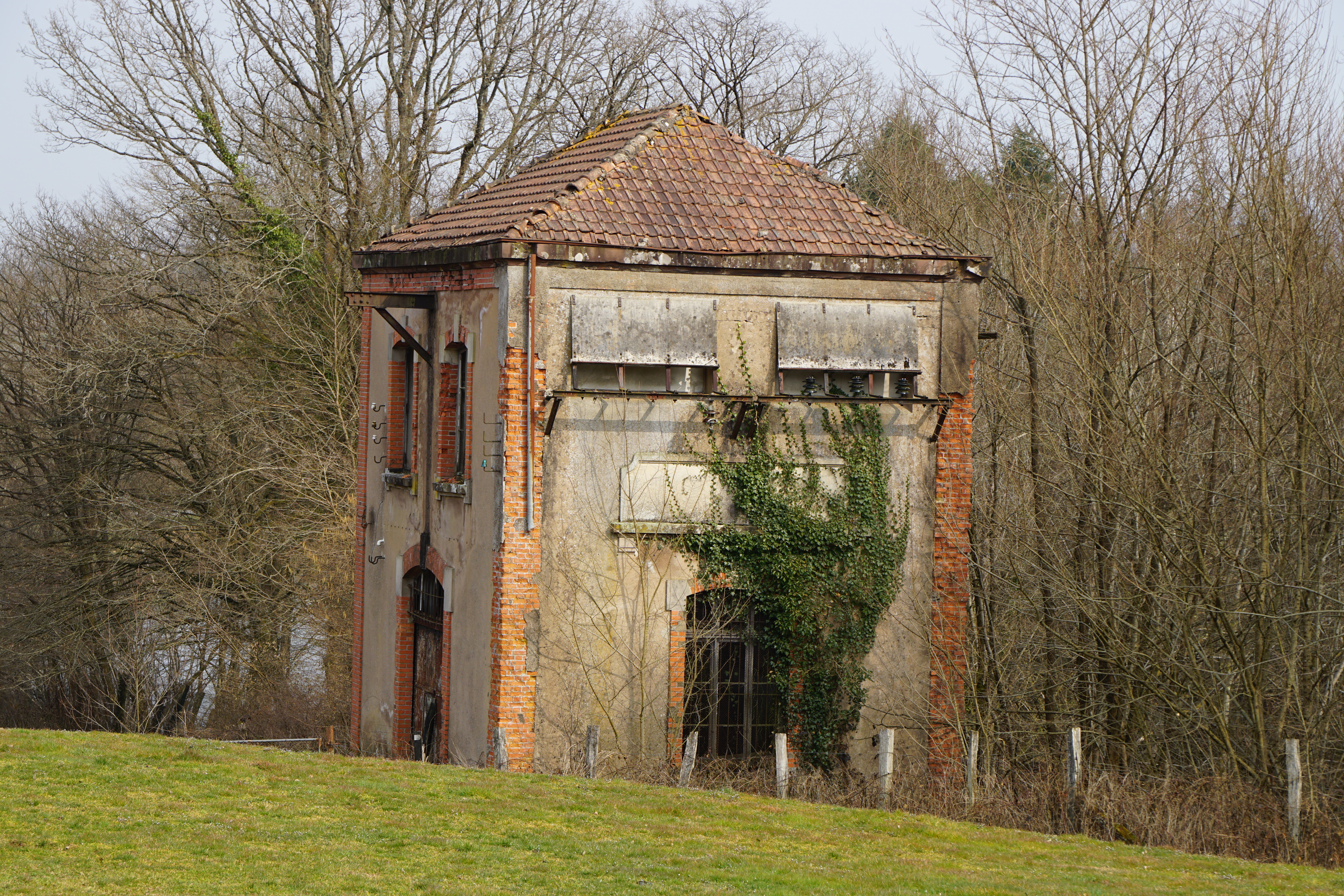
La station électrique de Frahier alimente les travaux de construction.
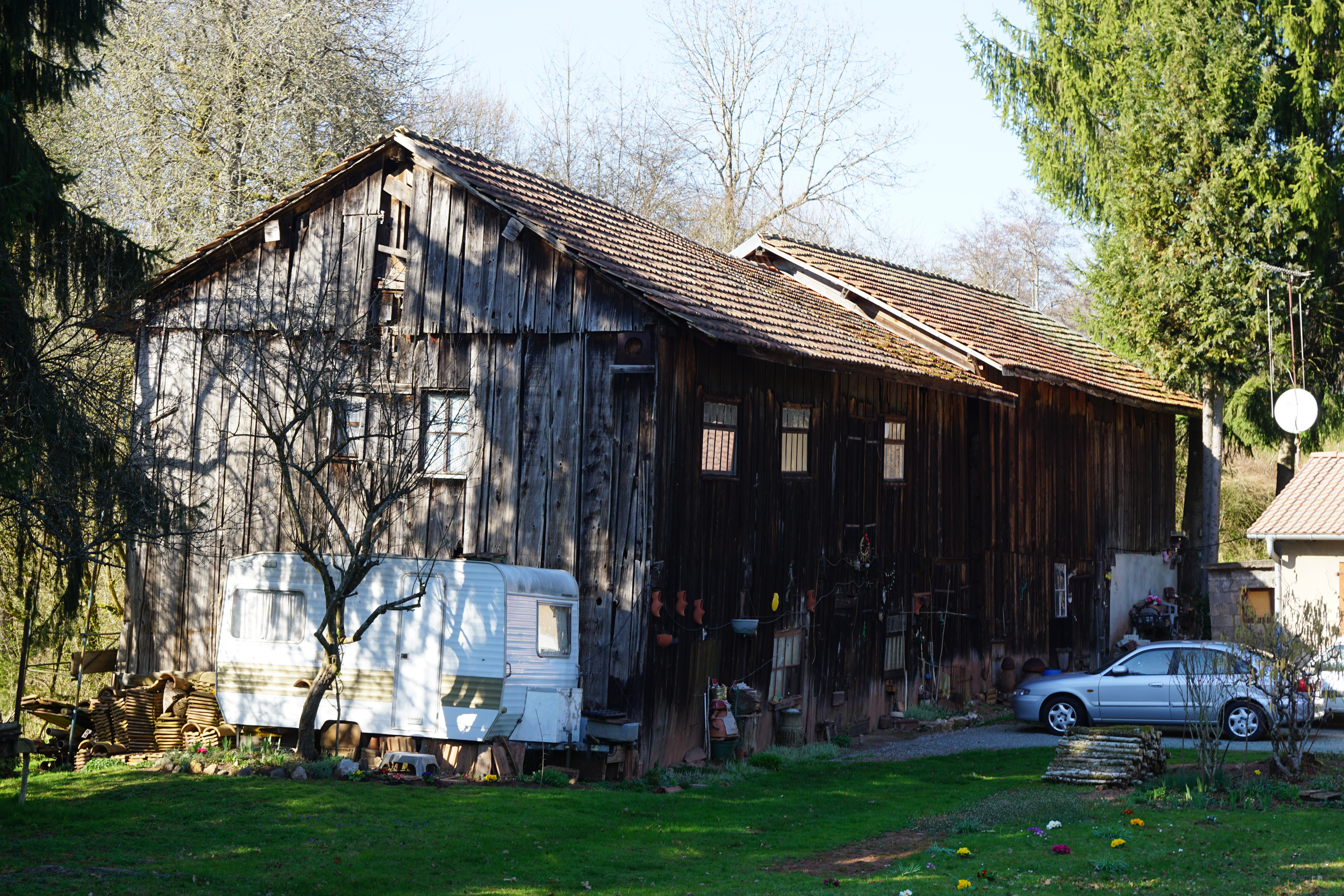
Bâtiment de chantier et d'administration à Frahier.
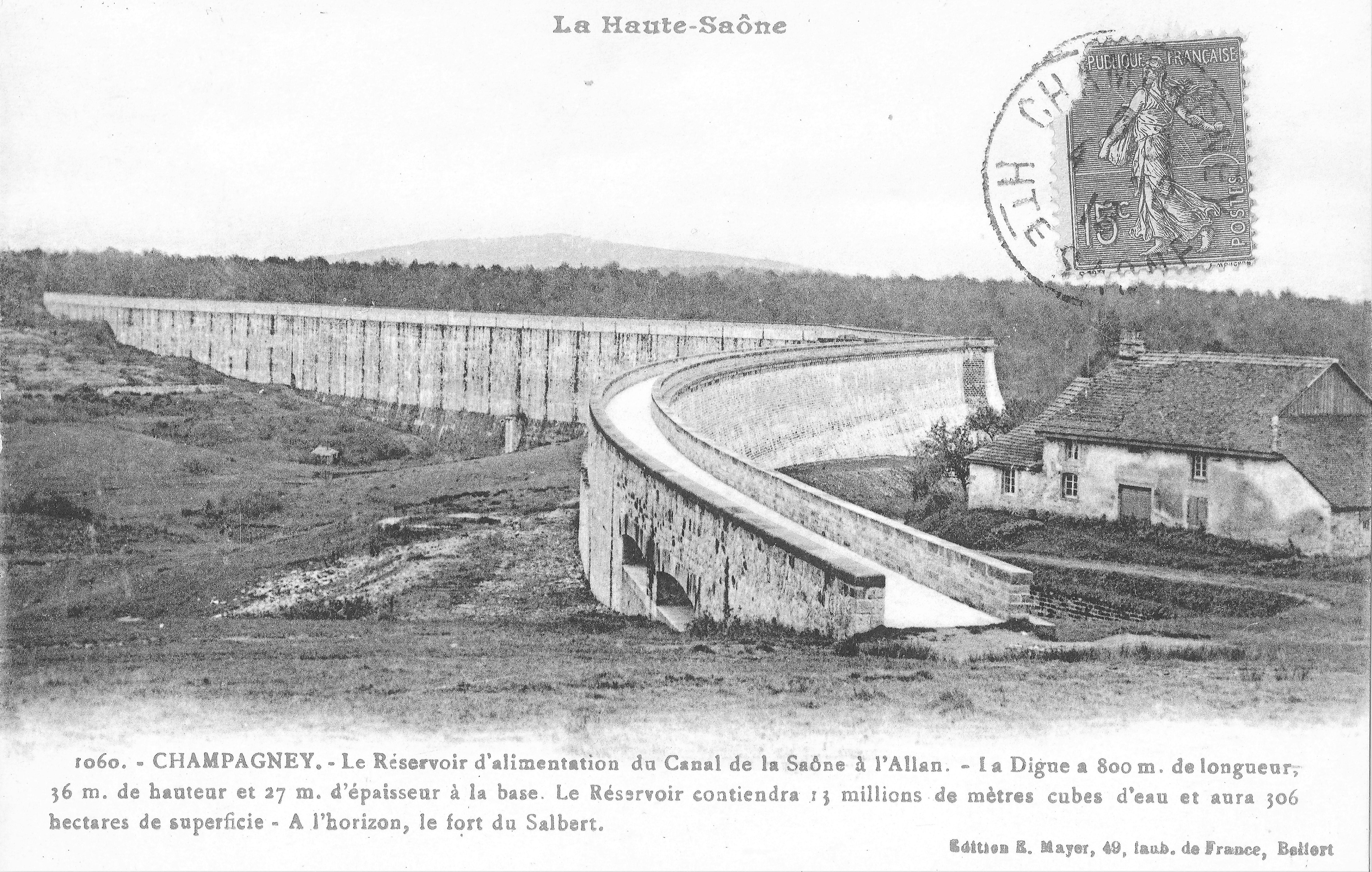
La fin de la construction.

## Le projet
La solution d’un réservoir était la seule possible et le projet fut adopté en 1882. Dès cette année-là le chantier fut engagé et dura jusqu’en 1905. Des problèmes d’étanchéité reportèrent sa mise en eau définitive en 1938, soit 56 ans après le début des travaux. L’alimentation du bassin est assurée depuis le barrage sur le Rahin à Plancher-Bas par un petit canal de 3,5 km et d'un débit maximal de 7 000 litres par seconde.
Entre-temps à l’issue de la Première Guerre mondiale et du retour de l’Alsace-Lorraine à la France, la liaison Montbéliard-Haute-Saône fut abandonnée. La seule section mise en service en 1932 est celle aboutissant au port de Botans près de Belfort. Le canal de Montbéliard à la Haute-Saône devenait inutile, et ses travaux cessèrent au lieu-dit L’Écluse, en pleine forêt du Chérimont.
Par contre, le barrage se révélait utile pour alimenter en eau le canal du Rhône au Rhin, et le mur-masque de béton fut achevé dans les années 1925-1930. De 1937 à 1949, fut construite la rigole de Belfort, chenal d'amenée des eaux du bassin, à partir de Bavilliers jusqu’au canal du Rhône au Rhin. Cette rigole est alimentée depuis le bassin.

## Autres usages

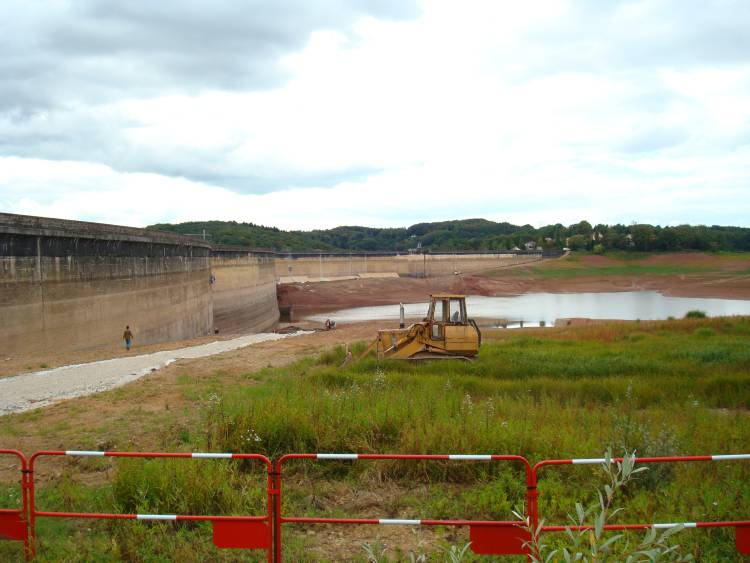
Vidange du bassin et entretien du barrage (septembre 2007).

Après un usage uniquement fonctionnel[Quoi ?], Voies navigables de France (VNF) essaie maintenant[Quand ?] de concilier son utilité pour le canal du Rhône au Rhin, et son utilité touristique locale. On remplit le barrage en hiver et au printemps (il peut servir d'exutoire aux crues du Rahin), et on tâche de maintenir le niveau au plus haut durant l'été, pour les sports nautiques : la pratique de la voile, de la planche ou du bateau est organisée par les clubs locaux. La baignade est interdite sur tout le plan d'eau. C’est aussi un lieu de pêche, de promenades pédestres et équestres. Des aménagements de camping et de restauration bordent les rives du bassin.
Tous les 10 ans, VNF procède à la vidange du Bassin (13 000 000 m3) pour vérifier à fond l'ouvrage, entretenir le barrage et procéder à quelques réparations. L'ouvrage de type « barrage-poids » est surveillé en permanence, par un agent demeurant sur place, qui sera bientôt remplacé par des appareils de télé-sécurité électroniques. Le tremblement de terre de 2003 n'a eu aucun impact sur le barrage.
En cas de rupture du barrage, la libération des 13 000 000 m3 d'eau durerait plus d'une semaine et inonderait la vallée de la Lizaine de Frahier jusqu'à Montbéliard en passant par Héricourt.

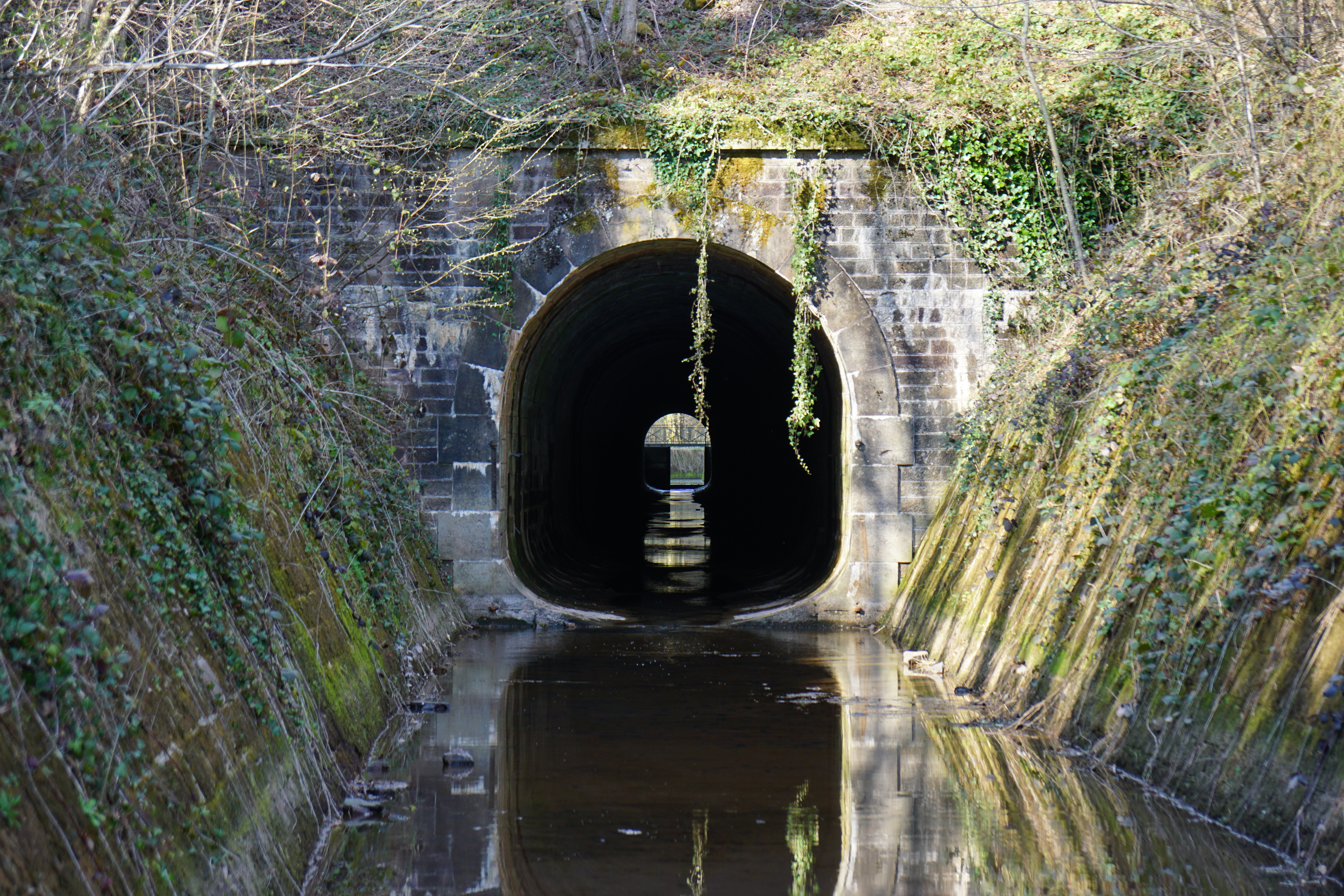
Le tunnel d'alimentation.
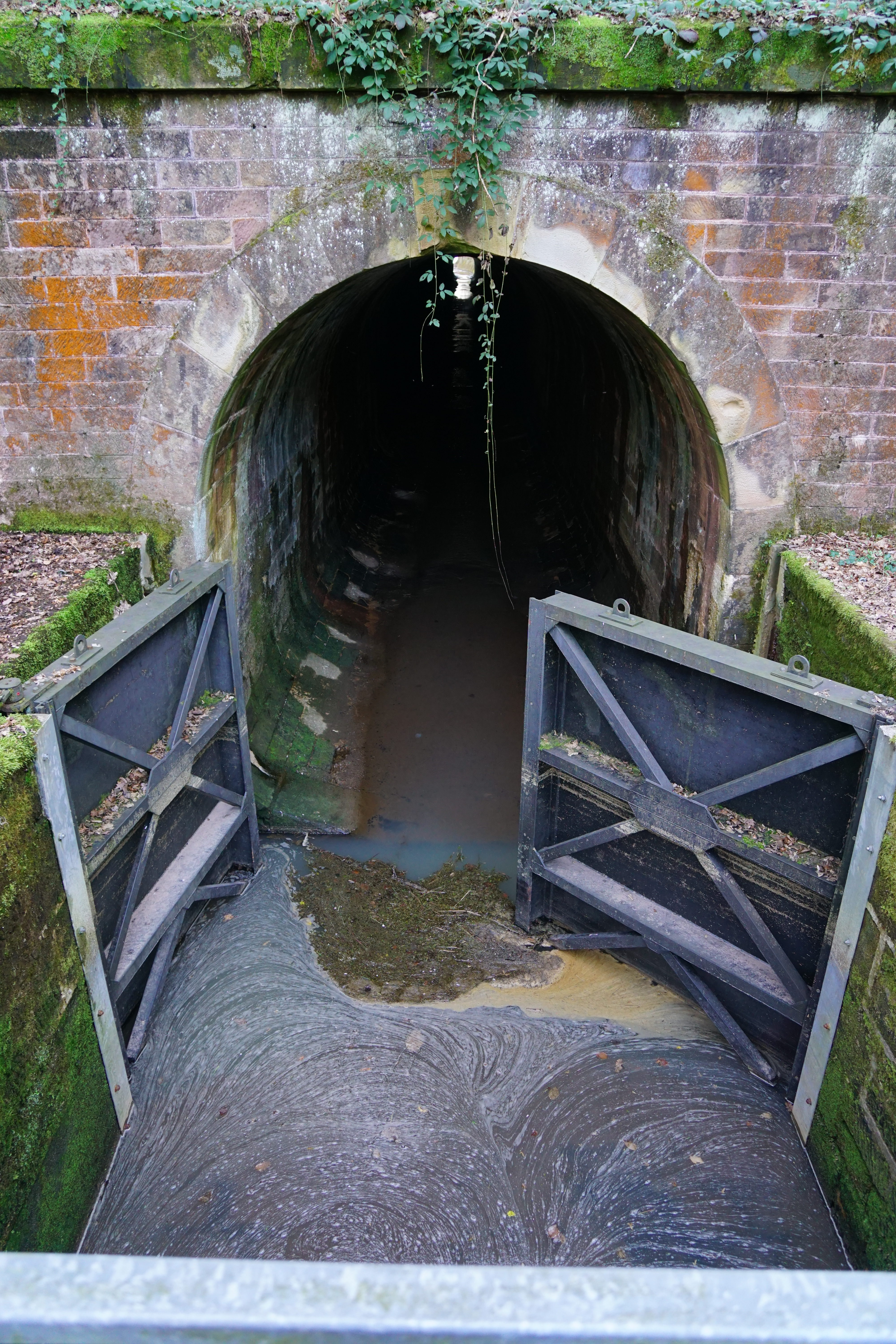
Portes.
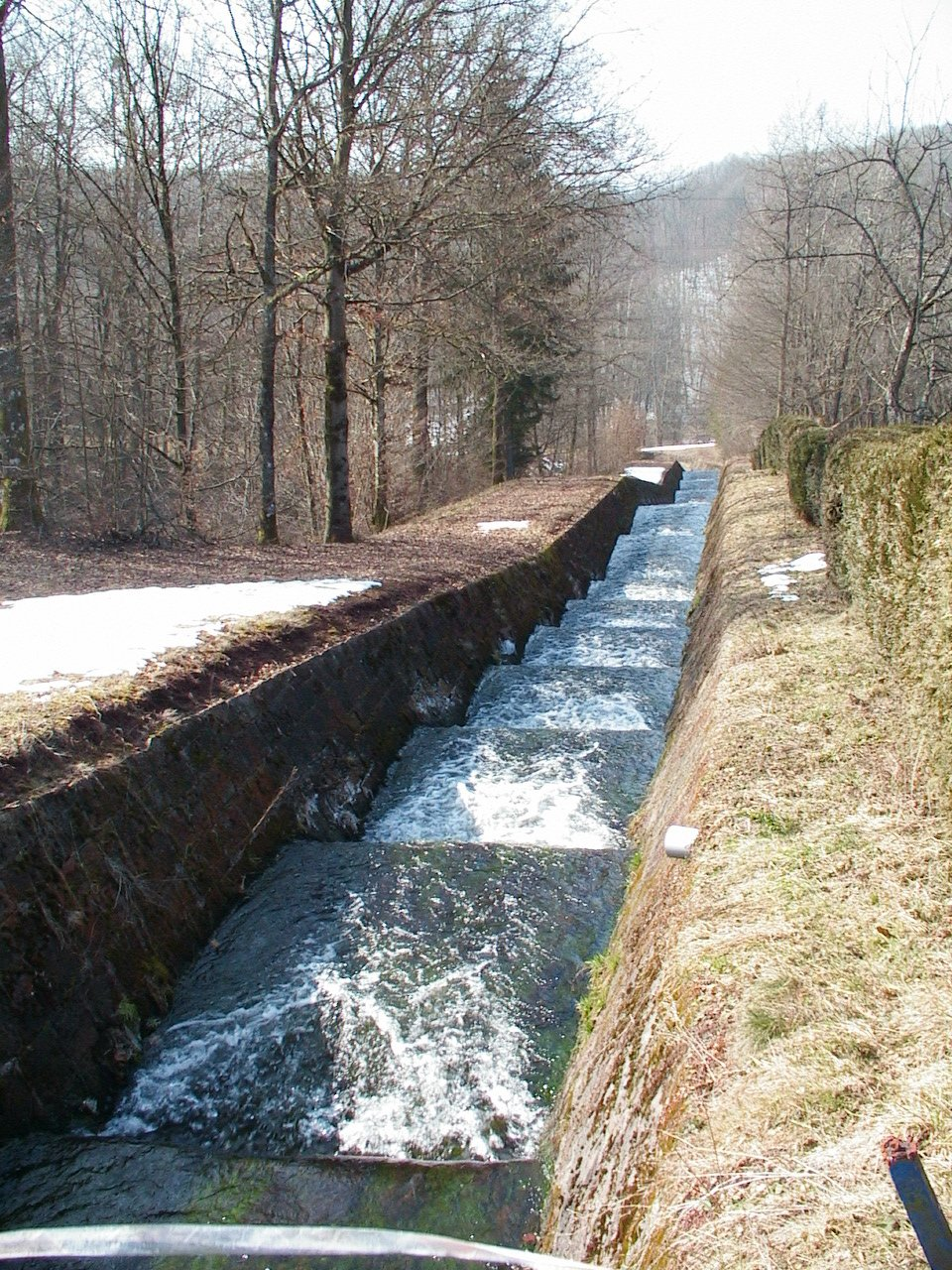
Vers le canal de la Haute-Saône.
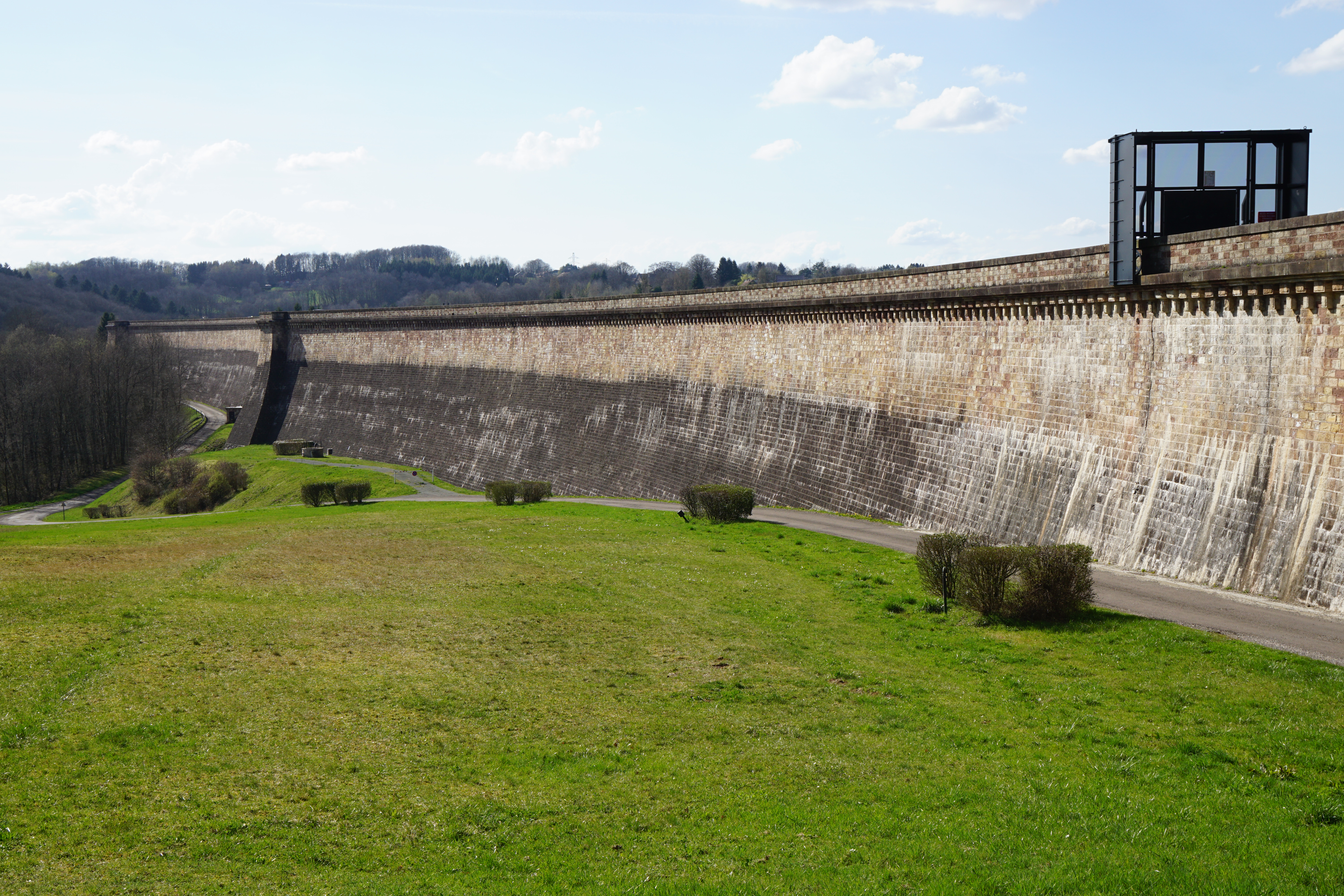
Le barrage.
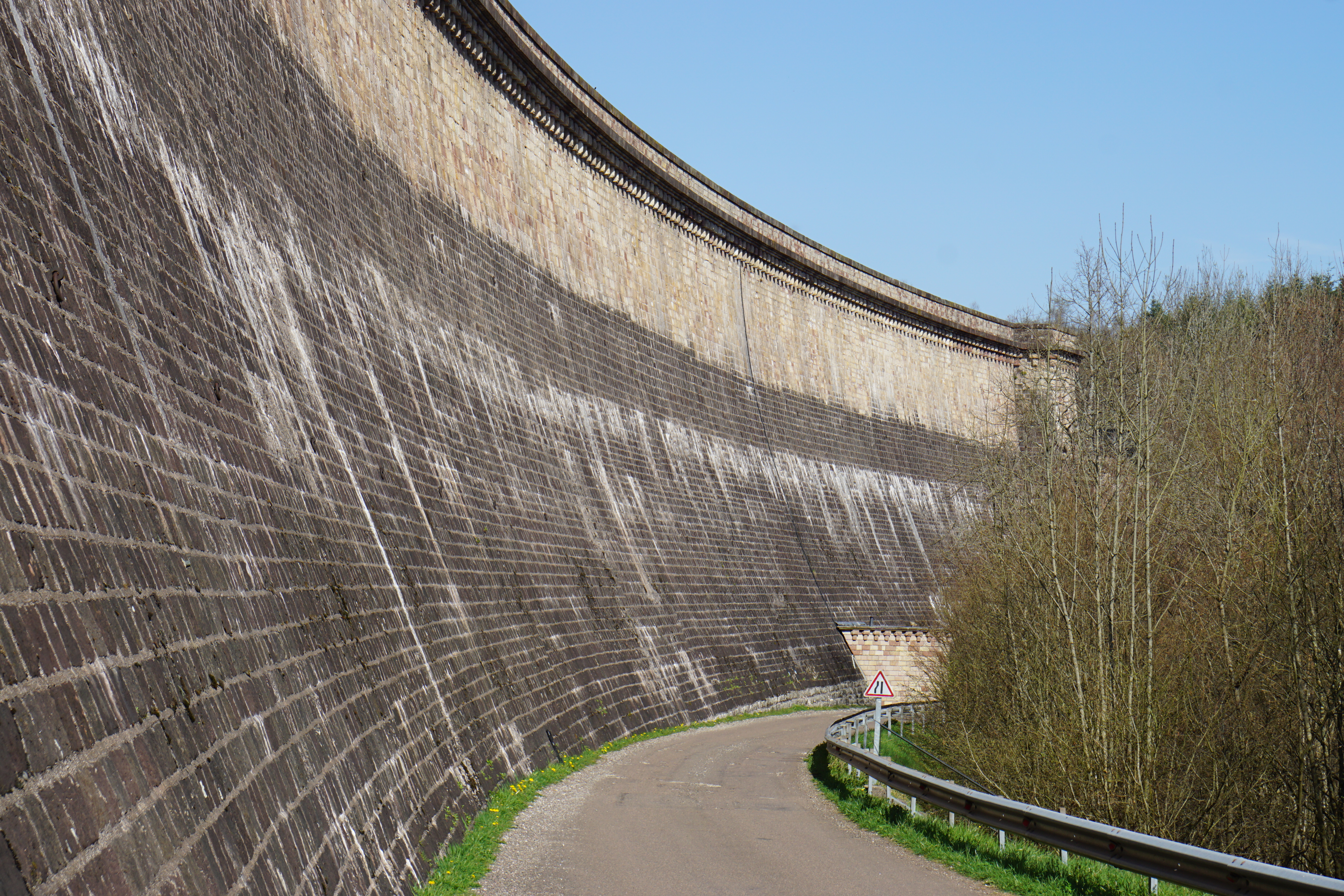
Route longeant le barrage.
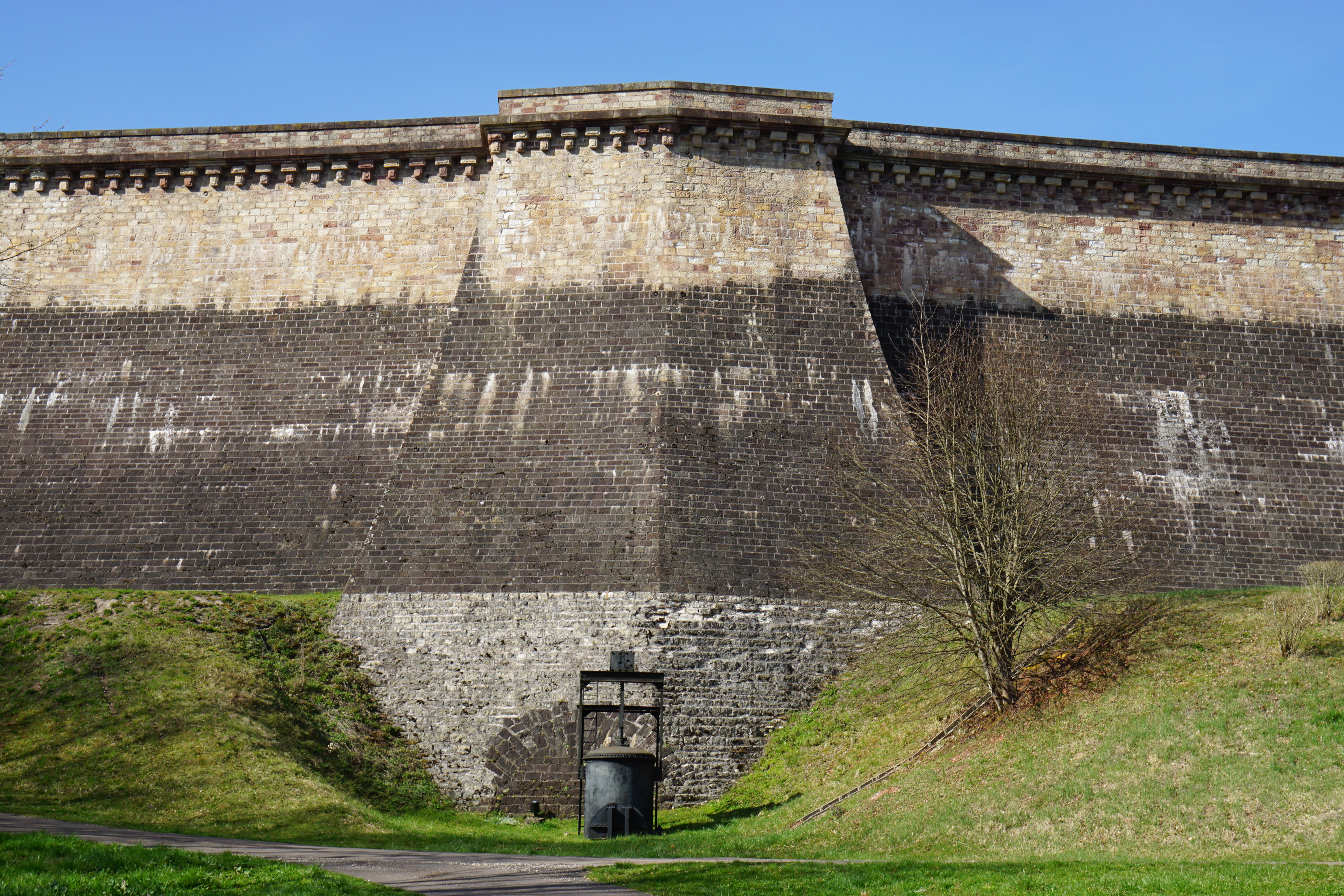
Vue du barrage.
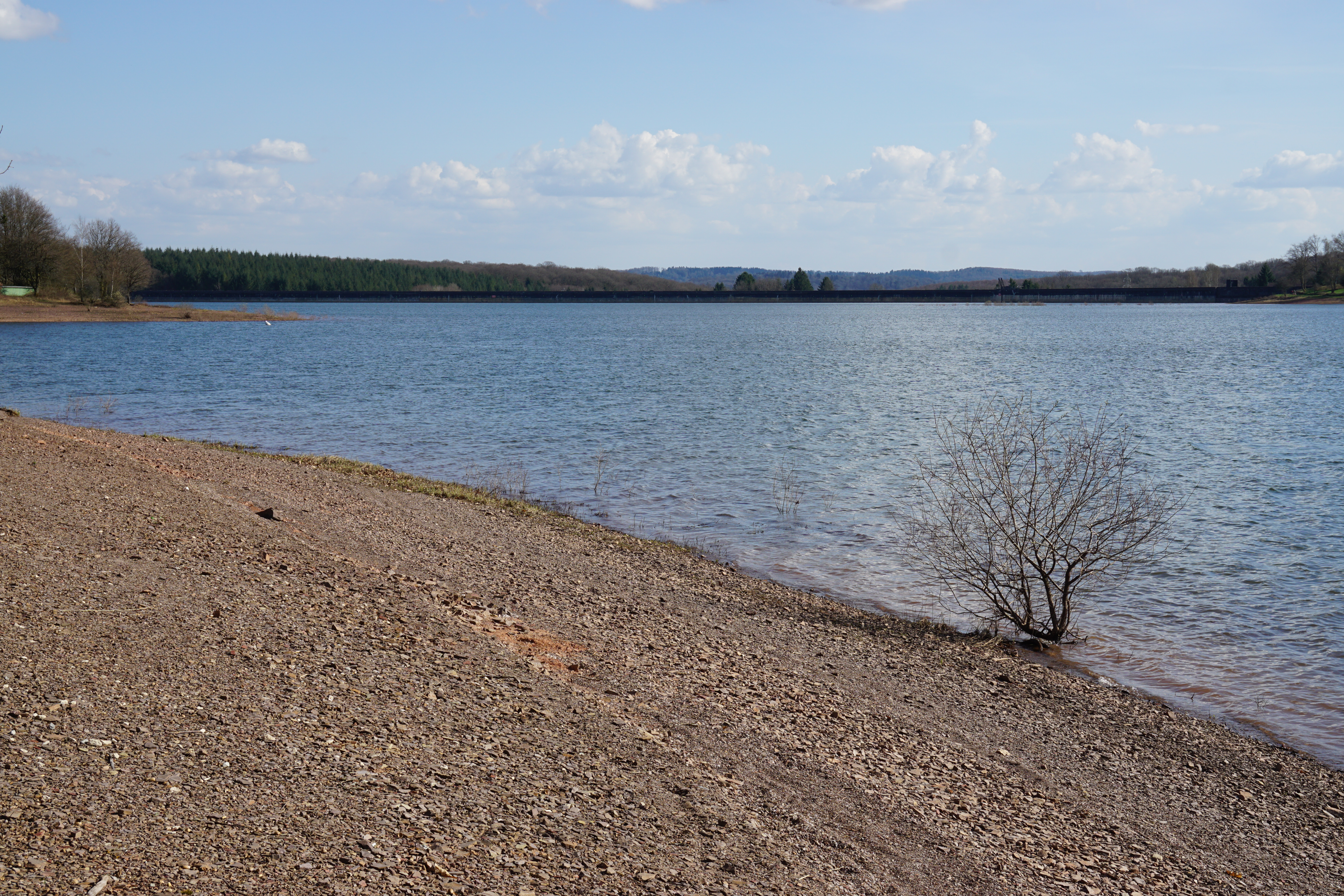
Plage au bord du plan d'eau.